# بررسی‌های تاریخی
بررسی‌های تاریخی، نشریه‌ای در تاریخ، تاریخ نظامی ایران و تحقیقات ایران‌شناسی (۱۳۴۵–۱۳۵۷ خورشیدی) بود.
انتشار مجلهٔ بررسی‌های تاریخی از سال ۱۳۴۵ آغاز شد. هیئت‌رئیسهٔ افتخاریِ مجله با عضویت وزیر جنگ، رئیس ستاد بزرگ‌ارتشتاران و رئیس دانشگاه تهران به‌وجود آمد که برای تعیین خط‌مشی مجله جلسه‌های سالانه تشکیل می‌دادند. اعضای هیئت‌مدیره این نشریه از امرای ارتش بودند. جلسات هیئت مدیره برای نظارت بر چاپ مقالات دو ماه یک بار برگزار می‌شد.
مدیر مسئول و سردبیر نشریه از افسران ارشد با تحصیلات عالی و تألیفاتی در زمینه تاریخی انتخاب می‌شدند؛ بدین جهت طبق اساسنامه مجله، از رئیس گروه تاریخ دانشگاه تهران و دو تن مورخ، یک استاد باستانشناسی، یک استاد زبان و ادبیات فارسی و یک استاد حقوق دعوت می‌شد تا برای بررسی مقالات در جلسات هیئت تحریریه که دو هفته یک بار تشکیل می‌شد، شرکت کنند. سردبیران این مجله به ترتیب، سرهنگ دکتر جهانگیر قائم‌مقامی (تا ۱۳۴۹)، سرهنگ یحیی شهیدی (تا ۱۳۵۵) و سرهنگ محمد کشمیری (تا بهمن ۱۳۵۷) بودند.
شماره اول و دوم مجله در یک جلد در شهریور ۱۳۴۵ منتشر شد. با این نشریه، در طول سیزده سال انتشار بسیاری از پژوهشگران، مورخان و ادیبان همکاری داشتند، از جمله: ابراهیم پورداوود، عباس زریاب خویی، محمدتقی مصطفوی، حسین محبوبی اردکانی، محمدامین ریاحی، محمدابراهیم باستانی پاریزی، ایرج افشار و محمدجواد مشکور. در دوره‌های این نشریه جمعاً ۸۰۳ مقاله و ۱۵۰۰ سند تاریخی ـ سیاسی به چاپ رسید.
بررسیهای تاریخی شامل مقالاتی پژوهشی در زمینه‌های گوناگون ازجمله تاریخ، تشکیلات و کتابشناسی نظامی، اسناد و فرمان‌های تاریخی، تک‌نگاری‌های تاریخی و جغرافیایی، فرهنگ و تمدن ایران پیش و پس از اسلام و نیز در موضوعات دین، ادبیات، قوم‌شناسی، باستان‌شناسی، هنر، سکه‌شناسی، نشان‌ها و آیین دربار و سرانجام روابط سیاسی، نظامی، فرهنگی و تجاری ایران با کشورهای دیگر است که برخی از آنها از اعتبار ویژه‌ای برخوردار است.
این نشریه هر دو ماه یک بار (سالانه شش شماره) با قطع ۲۴ در ۱۷ سانتیمتر در دویست تا سیصد صفحه به چاپ می‌رسید. ۷۷ شماره و دو شمارهٔ مخصوص جمعاً ۷۹ شماره، از این مجله منتشر شد. تیراژ آن در سال سیزدهم ۳۱۰۰ نسخه بود و در چاپخانه ارتش چاپ می‌شد. وزارت اطلاعات و جهانگردی، مجله بررسی‌های تاریخی را، زیرنظر ستاد بزرگ ارتشتاران، و با کمک وزارت فرهنگ و هنر و وزارت خارجه به زبان‌های انگلیسی و فرانسه ترجمه و در میان ایرانشناسان و دانشگاه‌های خارجی توزیع می‌کرد. اولین شمارهٔ ترجمه‌شده در شهریور ۱۳۵۰/سپتامبر ۱۹۷۱ به چاپ رسید و تا ۱۳۵۷ سه شماره از آن چاپ و منتشر شد.